# Aéroport de Jumla
Pour les articles homonymes, voir JUM.
L'aéroport de Jumla (code IATA : JUM • code OACI : VNJL) est un aéroport desservant la ville de Jumla au Népal.

## Situation
L'aéroport est situé à 2 347 mètres d'altitude. 
| \| 100 km1:3 095 000 \| Bajura Bhadrapur Bhâratpur Bhojpur Biratnagar Dhangadhi Dolpa Janakpur Jomsom Jumla Katmandou Lamidanda Lukla Manang Meghauli Nepalganj Phaplu Pokhara Ramechhap Rukumkot Rumjatar Simara Siddharthanagar Simikot Surkhet Talcha Taplejung Thamkharka Tumlingtar Dang |
| 100 km1:3 095 000 |

## Installations
Il possède une unique piste en asphalte, orientée 09/27 et longue de 650 mètres.

## Compagnies et destinations
| Compagnies     | Destinations |
| -------------- | ------------ |
| Nepal Airlines | Nepalganj    |
| Tara Air       | Nepalganj    |